# Frédéric Borloz
Frédéric Borloz, né le 22 avril 1966 à Aigle (originaire d'Ormont-Dessous), est une personnalité politique suisse du canton de Vaud, membre du Parti libéral-radical.
Il est syndic d'Aigle pendant quinze ans (2006-2021) et conseiller national de novembre 2015 à juin 2022. Il est élu au Conseil d'État vaudois en avril 2022.

## Biographie
Originaire d'Ormont-Dessous, Frédéric Borloz naît le 22 avril 1966 à Aigle. Il a une sœur.
Il suit sa scolarité à Aigle, puis au collège de l'Abbaye de Saint-Maurice, en Valais. Il obtient ensuite un diplôme de commerce et un CFC d'employé de commerce.
Après avoir travaillé de 1988 à 1990 pour une société immobilière, puis créé sans succès une entreprise, il reprend en 1993 la direction de la société fiduciaire créée en 1970 à Aigle par son père, Guy Borloz,. Il suit en parallèle à son activité les cours pour obtenir le brevet fédéral de comptable, qu'il décroche en 1998.
Il a le grade de soldat à l'armée. Il est marié et père de deux enfants, nés en 2004 et 2007. Il vit et travaille à Aigle depuis ses premières années.
En 1990, L'Hebdo rapporte qu'il est chargé de la promotion d'une exposition d'art liée à la scientologie et qu'il a une « grande sympathie » pour ce mouvement. Interrogé à ce sujet en 2022, l'intéressé déclare n'avoir plus aucun lien avec la scientologie.

## Parcours politique
Il adhère aux Jeunes radicaux à l'âge de 16 ans. Il dit avoir été attiré en politique par Jacques Martin, qui venait lui aussi du Chablais vaudois.
Il est élu au Conseil communal d'Aigle en 1996, puis en 1997 à la Municipalité pour la législature 1998-2002. Il y prend la tête du dicastère de l'économie, du tourisme, de la sécurité, des transports et de l'environnement. Il est réélu en 2001, puis élu au poste de syndic en 2006. Il est encore réélu à deux reprises, les deux fois au premier tour (13 mars 2011 et 28 février 2016) et confirmé à la syndicature de la ville,. En novembre 2020, il annonce qu'il ne se représente pas pour un nouveau mandat à la municipalité d'Aigle en mars 2021.
En 2002, il est élu au Grand Conseil vaudois, puis reconduit en 2007 et en 2012. En 2012, il est élu président du PLR Vaud et exerce cette fonction jusqu'en 2018.
Il fait partie des membres fondateurs d'Écologie libérale.
Élu au Conseil national en 2015, il siège dans la Commission des transports et des télécommunications (CTT). Il est réélu en 2019. Il démissionne du Conseil national début juin 2022 à la suite de son élection au gouvernement vaudois. Il est remplacé par Daniel Ruch[réf. nécessaire].

### Conseil d'État
En août 2021, il annonce officiellement sa candidature à l'investiture de son parti pour l'élection au Conseil d'État. Le 23 septembre, le congrès de son parti le désigne candidat par 227 voix, aux côtés de la sortante Christelle Luisier (par acclamation) et d'Isabelle Moret (230 voix) ; il devance de seulement deux voix le député au Grand Conseil Alexandre Berthoud (et Sergei Aschwanden, qui obtient 138 voix). Il se présente sur une liste commune de cinq candidats résultant de l'alliance inédite dans le canton entre l'UDC, le PLR et le Centre et termine troisième du premier tour. Il est élu en quatrième position au second tour, le 10 avril 2022, avec 53 % des voix, devenant le premier représentant du Chablais vaudois au gouvernement depuis Jacques Martin en 1996,. 
Il prend ses fonctions à la tête du Département de l'enseignement et de la formation professionnelle le 1er juillet 2022.

### Autres mandats
Il est notamment président de la Fédération suisse des vignerons et membre du conseil de fondation du Centre mondial du cyclisme.
Il préside également la compagnie des Transports publics du Chablais depuis 2006.

### Distinction
Il reçoit en 2022 le Champignac d'Argent dans le cadre du Grand Prix du Maire de Champignac.